# Nozoe Yae

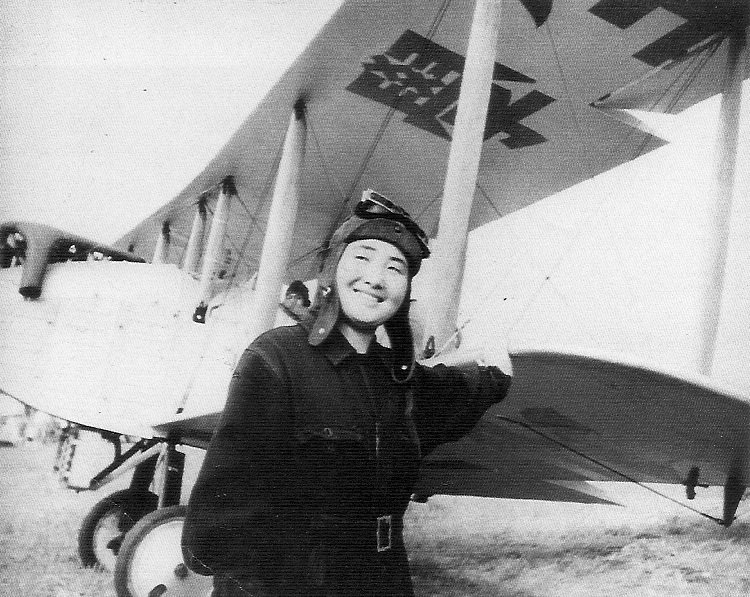
Yae Nozoe

Nozoe Yae (japanisch 及位 ヤヱ, alternative Schreibung: (及位 野衣); geboren 16. September 1916 in Hachiryū (heute: Mitane), Präfektur Akita; gestorben 12. März 2005) war eine japanische Pilotin und Luftfahrtpionierin. Sie gründete die erste japanische Flugschule für Frauen, die Nihon Fujin Kōku Kyōkai (日本婦人航空協会, etwa: „Japan Ladies Association of Aviation“), die heute noch als „Japan Women’s Association of Aviation“ (日本女性航空協会, Nihon Josei Kōku Kyōkai, kurz: JWAA) existiert. Sie war u. a. Vorbild für die Heldin der Abendserie Kumo no Jūtan (雲のじゅうたん, etwa: Wolkenstürmerin), die NHK 1976 ausstrahlte. Yae ist zudem eine der wenigen Luftfahrtpionierinnen, der ersten Stunde, die auch nach dem Zweiten Weltkrieg noch aktiv war.

## Leben und Schaffen
Yae wurde 1916 im Hachiryū im Landkreis Yamamoto geboren. Noch im Kindesalter zog sie mit ihrer Familie zunächst nach Kakunodate im Landkreis Senboku und dann im zweiten Grundschuljahr, bedingt durch die Arbeit ihres Vaters, der in der Forstwirtschaft tätig war, nach Tsuruoka in der Präfektur Yamagata. Dort besuchte sie die Chōyo-Grundschule. Sie war fasziniert vom Flugzeug-Modellbau. Angeregt von der Berlinerin Marga von Etzdorf, die als erste Frau in den 1930er Jahren von Deutschland nach Japan flog und auf dem neu gebauten Flughafen Tokio-Haneda landete, dachte Yae über Langstreckenflüge nach. Nach der Grundschule besuchte Yae die Mädchen-Oberschule Tsuruoka. Yae entschloss sich ein „Kadett der Luftstreitkräfte der Marine“ (海軍飛行予科練習生, Kaigun hikōyokaren shūsei) und damit Pilotin zu werden. Nach dem Abschluss der Oberschule zog sie Tokio in der Hoffnung eine Gelegenheit zu finden, um ihren Traum Pilotin zu werden, in die Tat umzusetzen.

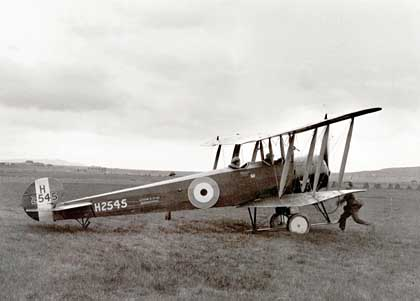
Doppeldecker Schulflugzeug Avro 504: Mit diesem Flugzeugtyp machte Yae ihre Abschlussprüfung

1935 in Tokio angekommen, trat sie in den Dienst des Vizegrafen Ogyū. Unterdessen sammelte sie alle Informationen über das Fliegen und erfuhr so, dass Kiku Nishizaki und Chōko Mabuchi 1934 mit ihren Wasserflugzeugen das Japanische Meer überflogen hatten. Bestärkt von den Fähigkeiten der Frauen als Pilotin entschloss sich Yae nach dem Besuch der „Daiichi-Flugschule“ (第一航空学校) in der Präfektur Chiba sich kurzerhand anzumelden. Da der Leiter der Flugschule eine Zustimmung der Eltern verlangte, verzögerte sich die Anmeldung um ein Jahr, sodass Yae ihre Arbeit aufgab und im Januar 1937 Flugschülerin der Daiichi-Flugschule in Funabashi wurde. Da häufig bedingt durch das Wetter und den Tidenhub nicht geflogen werden konnte, befasst sich Yae im Hangar mit Wartungsarbeiten und der Montage von Motoren. Yaes Abschlusstest bestand darin einen ca. 100-minütigen Flug von einer Flugpiste beim Flughafen Haneda zum Militärflugplatz (愛国飛行場) in Gunma zu fliegen. Diesen Flug absolvierte sie erfolgreich am 16. Oktober 1934 in einem Doppeldecker Schulflugzeug, wodurch sie die Pilotinnenlizenz mit der Nummer 373 erhielt.
Nach ihrem Abschluss arbeitet Yae in der Flugschule, doch wegen des Zweiten Japanisch-Chinesischen Krieges wurden die Flugschulen nach und nach geschlossen. Daher begann Yae 1939 als „Air Girl“ (Flugbegleiterin) für die Fluggesellschaft Dai Nippon Kōku (大日本航空) zu arbeiten. Als der Pazifikkrieg ausbrach, bewarb sie sich bei der Marine als Mitarbeiterin, wurde jedoch nicht angenommen. 1945 jedoch erhielt sie die Erlaubnis zusammen mit Kazuko Matsudai auf einem Flugübungsfeld der Armee in Kumamoto zu arbeiten. Aufgrund der Gefahr von Luftangriffen kehrte sie aber im Juli 1945 nach Tokio zurück. 1946 war Yae im Ministerium für Transport tätig, wo sie mit der Registrierung und den Rentenansprüchen von ca. 400 während des Krieges gefallener Zivilpersonen im Flugdienst verantwortlich war.

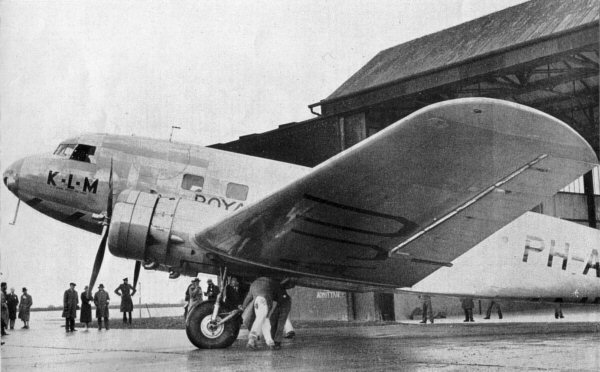
Douglas DC2, in dem Yae als „Air Girl“ arbeitete

Einen Monat nachdem Japan aufgrund des Friedensvertrags von San Francisco im April 1952, wieder unabhängig wurde, gründete Yae zusammen mit der Luftfahrtpionierin Shigeno Kibe die Nihon Fujin Kōku Kyōkai. 1952, nachdem das Luftfahrtgesetz erlassen worden war, erwarb Yae die Qualifikation und Lizenz für die Funkkommunikation. 1972 flog sie in einem kleinen einmotorigen Flugzeug eine Runde um Japan, was sie 1976 anlässlich des 25-jährigen Bestehens der „Japan Ladies Association of Aviation“ wiederholte. 1975 flog Yae anlässlich des ersten Internationalen Jahres der Frau beim Powder Puff Derby in Amerika, wo sie zusammen mit Yachiyo Murakami als erste Japanerin teilnahm. 1978 folgte sie einem Aufruf der „Pazifischen Pilotinnenvereinigung“ (東洋女性航空連盟) und flog mit 10 anderen Teilnehmerinnen aus dem Iran, Israel, Indien, den Philippinen zu einem Treffen nach Neu-Delhi. Darüber hinaus flog sie noch nach Java, Hongkong und als erste in einer kleinen einmotorigen Maschine nach Peking. 1986 wurde Yae mit der Ehrenmedaille am blauen Band ausgezeichnet.
Yae starb 2005 im Alter von 88 Jahren.